# Siemianice (województwo pomorskie)
Siemianice (kaszb. Semiónice, niem. Schmaatz) – wieś sołecka w Polsce obejmująca swym obszarem miejscowości Niewierowo i Swochowo, położona w województwie pomorskim, w powiecie słupskim, w gminie Redzikowo.

## Położenie
Miejscowość ta leży przy drodze krajowej 213 prowadzącej do Łeby oraz linii kolejowej 202 prowadzącej do Gdańska. Siemianice są oddalone 4 km na północny wschód od Słupska, leżą na pograniczu Równiny Sławieńskiej i Wysoczyzny Damnickiej i graniczą ze Swochowem na północy, z Bukówką na północnym wschodzie, z Jezierzycami na wschodzie, z Niewierowem na zachodzie i z miastem Słupskiem na południu.

## Nazwa
Nazwa, wzmiankowana po raz pierwszy w 1315, ma genezę słowiańską i charakter dzierżawczy. Powstała przez dodanie do imienia Siemian formantu -ice. Niemiecka nazwa Schmaatz jest adaptacją fonetyczną pierwotnej nazwy słowiańskiej.
Rada Języka Kaszubskiego proponuje kaszubską formę Semiónice.

## Historia
Do 1945 r. gmina wiejska Siemianice (niem. Schmaatz) obejmowała wieś rolniczą Siemianice, majątki w Niewierowie (niem. Nipnow) i Swochowie (niem. Schwuchow) oraz osady Przeginia (niem. Prinzenhof, obecnie część Siemianic) i Żydzino (niem. Seddin). Pierwsza wzmianka o Siemianicach pojawiła się w 1315 r. w dokumencie, w którym Margrabia Waldemar Brandenburski, Kasimir Swenzo i jego spadkobiercy potwierdzili własność wsi jako lenno. Później Siemianice stały się własnością miasta Słupska.
Około 1784 roku w Siemianicach, należących do miasta Słupska, znajdował się młyn wodny, pięciu gospodarzy, nauczyciel i razem z pięcioma gospodarstwami należącymi do wsi Niewierowa łącznie 17 gospodarstw domowych. W 1925 r. we wsi znajdowało się 75 budynków mieszkalnych. Do 1945 roku gmina wiejska Siemianice należała do powiatu Słupskiego w rejencji koszalińskiej prowincji Pomorze III Rzeszy. Siemianice w dniu 9 marca 1945 r. zostały zajęte przez żołnierzy 19 Armii 2 Frontu Białoruskiego Armii Czerwonej. Podobnie jak całe Pomorze Tylne, po II wojnie światowej znalazło się pod polską administracją. Granice zostały ustalone przez aliantów w Jałcie i Poczdamie. Od czerwca 1945 r. rozpoczęło się przejmowanie domów i gospodarstw przez Polaków. niem. Schmaatz został przemianowany na Siemianice. Później ustalono, że 212 mieszkańców wsi należy przesiedlić z Siemianic do Republiki Federalnej Niemiec, a 137 do NRD.

## Ludność
Liczba mieszkańców Siemianic rośnie w wyniku suburbanizacji miasta Słupska. Poniżej wykres przedstawiający liczbę ludności Siemianic na przestrzeni ostatnich 2 stuleci:
| SIMC    | Nazwa     | Rodzaj    |
| ------- | --------- | --------- |
| 1015021 | Przeginia | część wsi |

Do 1972 roku miejscowość ta była siedzibą gromady.
W latach 1975–1998 miejscowość położona była w województwie słupskim.
W miejscowości działał Zakład Rybacki Siemianice wchodzący w skład Państwowego Gospodarstwa Rybackiego Słupsk.